# سالم عبد الله الجابر الصباح
الشيخ سالم عبدالله الجابر الصباح (مواليد 24 سبتمبر 1957)؛ دبلوماسي وسياسي كويتي، وزير الخارجية السابق منذ 16 أكتوبر 2022 وحتى 17 يناير 2024. كان سفيرًا لدولة الكويت لدى الولايات المتحدة ما بين يونيو 2001 ومايو 2022.

## نشأته ودراسته
ولد الشيخ سالم في مدينة الكويت، والده هو الشيخ عبد الله الجابر الصباح، ووالدتُه هي ليلى المرعبي، وجَدُّهُ حاكمُ الكويت الخامس الشيخ عبد الله بن صباح الصباح. تخرج من الجامعة الأميركية في بيروت في عام 1986، بعد حصوله على درجتي البكالوريوس والماجستير.

## عمله
بدأ حياته الدبلوماسية بعد تخرجه، حين التحق بوزارة الخارجية الكويتية وتدرج بالمناصب حتى عين ملحقًا دبلوماسيًا في عام 1986 وعمل في مكتب وزير الدولة للشؤون الخارجية حتى عام 1991، ثم عمل في وفد دولة الكويت الدائم لدى الأمم المتحدة حتى عام 1998، العام الذي صدر فيه مرسوم أميري بترقيته إلى درجة وزير مفوض، وبعدها رشح بين عامي 1998-2001 إلى منصب سفير دولة الكويت لدى جمهورية كوريا، إلى أن تولى منصب سفير دولة الكويت لدى الولايات المتحدة في عام 2001 وظل في منصبه هذا حتى مايو 2022، وهو يتحدث باللغات العربية والإنجليزية والفرنسية.

### وزيرًا للخارجية
صدر مرسومٌ أميري بتعيينه وزيرًا للخارجية في 16 أكتوبر 2022، حين أعيد تشكيل حكومة أحمد النواف الثانية وجُدد تعيينه في المنصب في الحكومة التي تشكلت بتاريخ 9 أبريل 2023 والحكومة التي تشكلت بتاريخ 18 يونيو 2023 وشغل المنصب حتى 17 يناير 2024. 

## حياته العائلية
متزوج من ريما الصباح ولديه من الأبناء:
- الشيخ فيصل
- الشيخ طلال
- الشيخ خالد
- الشيخ ناصر